# Boeing B-50 Superfortress

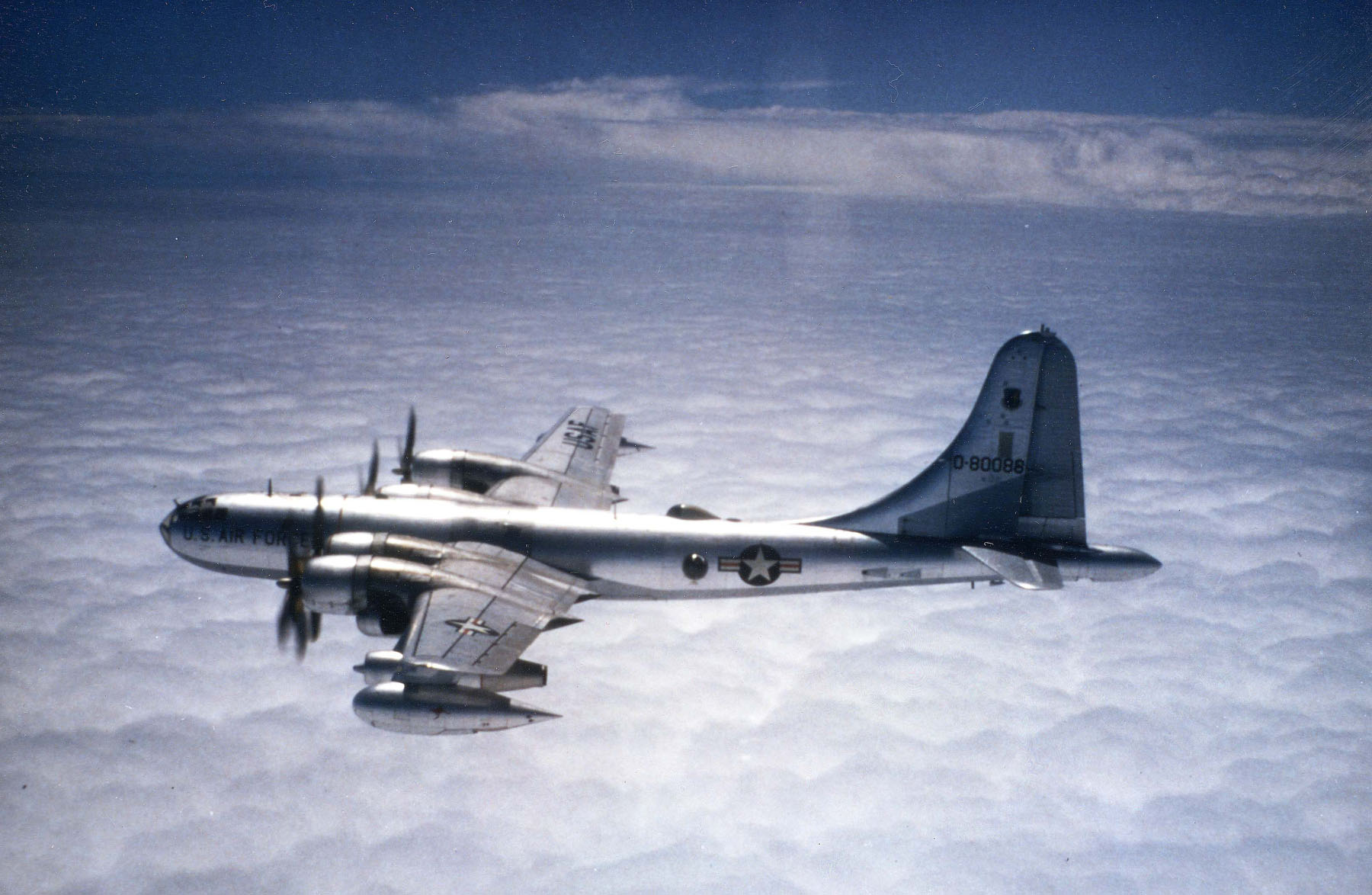
Boeing KB-50J w locie

Boeing B-50 Superfortress – wersja rozwojowa samolotu Boeing B-29 Superfortress z mocniejszymi i nieco nowocześniejszymi silnikami Pratt & Whitney R-4360. W wyniku zmniejszenia współczynnika obciążenia mocy samolot miał lepsze parametry lotne (prędkość wznoszenia, pułap) od B-29.
USAF używał B-50 w okresie od roku 1948 do 1963, głównie jako samolotu rozpoznawczego dalekiego zasięgu (RB-50B), samolotu-cysterny (KB-50J) i samolotu szkoleniowego (TB-50H).
Boeing wyprodukował tylko 371 samolotów, które były w istocie ostatnim wcieleniem B-29 i ostatnim nieodrzutowym bombowcem USAF.